# Sylvia Massy
Sylvia Lenore Massy (Flint, 19??) és una productora, tècnica de mescla, enginyera i autora. La seva feina el 1993 a Undertow, l'àlbum guardonat amb doble platinum del grup nord-americà basat a Los Angeles Tool, així com la seva feina amb System of a Down, Johnny Cash, Red Hot Chili Peppers, i el grup brasiler South Cry.

## Història
El primer projecte de Massy va ser a mitjans del 1980 com a productora, enginyera i tècnica de mescla per l'àlbum compilació anomenat Rat Music for Rat People, Vol. 3 pel segell discogràfic CD Presents. Entre els col·laboradors hi havia: Adolescents, Raw Power, Doggy Style i Mojo Nixon. Tot seguit va produir el grup de punk Verbal Abuse pel segell Boner Records, dos projectes pel grup de metal Exodus i va coproduir l'àlbum independent de Sea Hags, amb Kirk Hammett de guitarrista -Hammett acabava de gravar Master of Puppets amb el grup de trash metal Metallica-. També va produir “Television, drug of Nation” de Beatnigs, l'antic grup de Michael Franti.

## De Green Jellö a Tool
Cap a finals dels 80, Massy va traslladar-se de San Francisco a Los Angeles i va treballar a Tower Records, Sunset Blvs. A Tower records va conèixer membres d'un grup de Buffalo, New York, anomenat Green Jellö (més tard anomenat Green Jellÿ) i va gravar el seu album de debut. Després d'esdevenir part de l'equip de Larrabee Sound a West Hollywook, va ser contractada per Zoo Records/BMG per produir l'àlbum de debut de gran discogràfica de Green Jellö, que incloïa col·laboracions amb membres d'un grup basat a Los Angeles anomenat Tool. A l'àlbum Cereal Killer de Green Jellö, Maynard James Keenan -de Tool- canta a “Three Little Pigs”, i el bateria de Tool Danny Carey toca a l'àlbum. Aquest fet va ser l'inici d'una relació que Massy tindria amb el grup Tool i que desenbocaria amb la producció de dos enregistraments: Opiate i Undertow.

## Los Angeles o Larrabee Sound
A Los Angeles, Massy va ser una enginyera, productora i tècnica de mescla per artistes com Aerosmith, Babyface, Big Daddy Kane, Bobby Brown, Prince, Julio Iglesias, Seal, Skunk Anansie, Paula Abdul, Ryūichi Sakamoto i molts més. Va treballar amb el manager Gary Kurfirst pel grup Irlandès de rock Cyclefly a la seva discogràfica Radioactive Records. A Larrabee Sound, Massy va desenvolupar una amistat amb el productor Rick Rubin que desembocaria amb la col·laboració de tots dos en diversos projectes els següents set anys.

## Sound City
Del 1994 al 2001, la consola vintage Neve 8038 i altres equip especialitzats d'enregistrament ocupaven part de l'Studio B al Sound City Studios, Van Nuys, Califòrnia. A part de la seva feina personal a Sound City, altres projectes exitosos van ser gravats amb l'equipament de Massy durant aquests anys, incloent àlbums de Sheryl Crow, Queens of the Stone Age, Black Rebel Motorcycle Club, Smashing Pumpkins, the Black Crowes i Lenny Kravitz. L'equip de Massy és ben visible en moltes escenes de la pel·lícula Sound City de Dave Grohl.

## Rubin i Més Enllà
Massy va enregistrar diversos projectes pel productor Rick Rubin al seu segell discogràfic American Recordings, incloent l'àlbum Unchained de Johnny Cash, que va guanyar un Grammy al Millor Àlbum de Country el 1997. Amb Rubin, també va enregistrar Tom Petty and the Heartbrakers, Slayer, Donovan, Geto Boys, the Black Crowes, Danzig, i l'àlbum de debut de System of a Down. Als 90, Massy va produir materials per Red Hot Chili Peppers, Sevendust i Powerman 5000, que incloïen col·laboracions amb Rob Zombie i l'actor Malachi Throne; i pel nouvingut Pauley Perrette. Al 1997 Massy va mesclar “Tibetan Fredom Concert” dels Beastie Boys a Nova York amb Adam Yauch i el productor Pat McCarthy.

## RadioStar Studios i el reconeixement internacional
Des del 2001, Massy va ser la propietària i operadora de RadioStar Studios, adjunt al Weed Palace Theater, fins al seu tancament el 2012. Va adquirir la propietat del teatre al 2011 a Weed, California, i el va dirigir com a estudi de gravació durant 11 anys, amb reconeguts clients com Sublime, Dishwalla, Swirl 360, Econoline Crush, Cog, Spiderbait, Norma Jean, Built to Spill i From First to Last (amb la col·labooració de Sonny Moore d'Skrillex). Diversos hits internacionals van ser enregistrats a RadioStar Studios dirigits per Massy, incloent “Black Betty” de Spiderbait, que va enfilar-se fins a la primera posició a les llistes d'Australia ARIA el 2004; The New Normal de Cog va rebre el guardó Triple J “J Award” d'austràlia el 2005; “Metropolis” de Seigmen va enfilar-se fins a #4 a les llistes de vendes noruegues; Klepth va ser anomenat “Millor Grup Portuguès” per MTV Europe; Econoline Crush va rebre una nominació Juno i vendes amb estatus Platinum pel seu àlbum The Devil You Know; i l'EP d'Animal Alpha va aconseguir vendes amb estatus Gold a Noruega el 2005.

## Obra artística, escrits i festivals de música
La dècada dels 2000s Massy escrivia regularment una columna a la revista Mix Magazine anomenada “Gear Stories”, on comparava metodologies d'enregistrament vintage/tradicionals amb equivalents més actuals. Va escriure també un assaig sobre la contribució de Thomas Edison a la indústria dels enregistraments musicals que va ser inclosa al programa oficial dels Grammy. El 2011, Massy va co-fundar el 4&20 Blackbird Music Festival, que va estar en actiu durant dos anys al centre de Weed, California. El festival va atraure aproximadament 7000 persones i comptava amb la participació de 250 grups el seu primer any.
El gener del 2015 Massy va començar a escriure un llibre anomenat Recording Unhinges per l'editorial Hal Leonard Publishing. El llibre es va publicar el març del 2016. Entrevistes i contribucions del llibre inclouen Hans Zimmer, Geoff Emerick, Bob Ezrin, Bruce Swedien, Michael Franti, Bob Clearmountain, Al Schmitt, Elliot Scheiner, Linda Perry, Ross Robinson, Matt Wallace, Ross Hogarth, Shelly Yakus i Paul Wolff. Massy també és l'autora de les il·lustracions del llibre.
La portada de l'edició del març del 2016 de la revista Electronic Musician incorpora una il·lustració d'un dinosaure i un robot barallant-se, obra de Massy.

## Com a educadora
El 2015 i el 2018, Massy va ser professora convidada a la Berklee College of Music a Boston. El 2018 Massy dirigia un taller a l'Abbey Road Institute de Londres (UK). Al 2016 va ensenyar a les escoles d'enginyeria de so a Londres i Múnic del SAE Institute. També a presentat tallers d'enregistrament periòdicament a Desden a Castle Rohrsdorf i amb Mix With the Masters a Les Studios de la Fabrique a Saint-Remy-deProvence al Sud de França. El 2017 Massy va dirigir un taller i presentació al Conservatory of Recording Arts and Sciences a Gilbert, Arizona, i un taller al Tecnológico de Monterrey a la Ciutat de Mèxic davant de centenars d'estudiants. També ha conduït tallers a Sardenya, Oslo i Gdansk i a Roma.
El 2017, Massy i el seu coautor Chris Johnson van començar una col·laboració per fer realitat un curs d'enregistrament professional a Berklee basat en el seu llibre Recording Unhinged.
El 2019, Massy va fer un tour i va organitzar tallers per l'Abbey Road Institute a Amsterdam, Berlín, París i Londres.

## Estatus actual
Massy viu a Ashland, Oregon i treballa al seu estudi particular. Continua treballant com a productora independent, educadora i promotora musical. Ha aparegut en un episodi de Pensado's Place, un video del sector amb el productor i tècnic de mescla Dave Pensado i va ser nominada per “The Big Award” a les Pensado Awards del 2014. Massy és membre de la NARAS i ha format part del comitè de P&E Wing Steering i Advisory Boards. El 2009, va viatjar a Washington D.C. per manifestar-se a favor dels drets d'actuació dels músics i continua involucrada feines de defensa de músics i productors en nom de la NARAS. El febrer del 2016 Massy va guanyar la “MPG Inspiration Music Award” del gremi de músics productors a les MPG Awards a Londres. El guardó va ser presentat per John Lickie.
El 2015 Massy va mesclar per Cage the Elephant i Soilwork. La segona meitat del 2015 i la primera del 2016 va supervisar la producció de l'àlbum d'Avatar Feathers and Flesh. El 2016 Massy va enregistrar el grup femení de Seattle Thunderpussy a la planta de refrigeració d'una planta nuclear abandonada la cançó “Torpedo Love”. També va gravar a la cantautora Sarah Bendel a la sala d'esdeveniments underground Merkers Show Mine, una mina de sal abandonada a Merkers, Alemanya.
A principis del 2017 va produir a The Melvins a Village Studios a Santa Monica essent gravada en el procés per Mix With the Masters. També va produir albums de Econoline Crush, Far from Alaska i DishWalla, i va ser contractada per re-mesclar els enregistraments de Grey Daze, un projecte dirigit per Chester Bennington de Linkin Park. A principis del 2018, Massy va viatjar a Ciutat de Mèxic per produir el broadcast televisiu MTV Unplugged (i la subseqüent publicació d'un àlbum) del grup Molotov. A l'estiu del 2018 va obtenir accés a l'estació de metro abandonada a Aldwych per gravar el grup anglès God Damn a la plataforma del metro.
El 2019 Massy va produir i mesclar la continuació de l'àlbum River Runs Red de Life of Agony, anomenat The Sound of Scars. Els temes van ser enregistrats a Studio Divine a Ashland, Oregon. Més tard el 2019 Massy va mesclar un solo album per Taylor Hawkins (el bateria de Foo Fighters). L'àlbum conté col·laboracions de Dave Grohl (Foo Fighters, Nirvana), Joe Walsh (Eagles), Chrissie Hynde (Pretenders), LeAnn Rimes, Nancy Wilson (Heart), Perry Farrel (Jane's Addiction, Porno For Pyros), Roger Taylor (Queen), Chris Chaney (Porno For Pyros) i Duff (Guns N' Roses).

## Discografia
Sylvia Massy ha treballat en els següents projectes:
| Any  | Artista                                  | Projecte       | Títol                                                                           | Productora | Enginyera | Mescla | Nota                                |
| ---- | ---------------------------------------- | -------------- | ------------------------------------------------------------------------------- | ---------- | --------- | ------ | ----------------------------------- |
| 2019 | Taylor Hawkins                           | LP             | Get The Money                                                                   |            |           | Sí     | Republic                            |
| 2019 | Life Of Agony                            | LP             | The Sound Of Scars                                                              | Sí         | Sí        | Sí     | Napalm                              |
| 2018 | God Damn                                 | LP             | Satellite Prongs                                                                | Sí         | Sí        | Sí     | One Little Indian label             |
| 2018 | Molotov                                  | LP/Video       | El Desconecte                                                                   | Sí         |           |        | MTV Unplugged Performance           |
| 2017 | Turbonegro                               | LP             | Rock & Roll Machine                                                             |            |           | Sí     |                                     |
| 2017 | Far from Alaska                          | LP             | Unlikely                                                                        | Sí         | Sí        | Sí     |                                     |
| 2017 | Melvins                                  | Single         | "From the Heart / Not a Leech"                                                  | Sí         | Sí        | Sí     |                                     |
| 2017 | Dishwalla                                | LP             | Juniper Road                                                                    |            | Sí        |        | Co-Producer                         |
| 2016 | Red Sun Rising                           | Single         | "Uninvited" (Morissette)                                                        | Sí         | Sí        | Sí     |                                     |
| 2016 | Thunderpussy                             | LP             |                                                                                 | Sí         | Sí        |        |                                     |
| 2016 | Avatar                                   | LP             | Feathers & Flesh                                                                | Sí         | Sí        |        |                                     |
| 2016 | Justin Kawashima                         | EP             |                                                                                 |            |           | Sí     |                                     |
| 2015 | Die So Fluid                             | Single         |                                                                                 |            |           | Sí     |                                     |
| 2014 | Pink Grenade with Johnny Depp            | LP             | Fear of a Pink Planet                                                           |            | Sí        | Sí     |                                     |
| 2014 | Cage the Elephant                        | Single         |                                                                                 |            |           | Sí     |                                     |
| 2014 | Soilwork                                 | Single         |                                                                                 |            |           | Sí     |                                     |
| 2011 | Dead Sara                                | Singles        |                                                                                 | Sí         | Sí        | Sí     |                                     |
| 2011 | Molotov Jive                             | Album          | Storm                                                                           | Sí         |           |        |                                     |
| 2011 | Showbread                                | Album          | Who Can Know It?                                                                | Sí         |           |        |                                     |
| 2011 | Air Dubai                                | EP             | Day Escape                                                                      | Sí         |           |        |                                     |
| 2011 | One-Eyed Doll                            | Album          | Dirty                                                                           | Sí         |           |        |                                     |
| 2011 | Lillian Axe                              | Album          | XI The Days Before Tomorrow                                                     |            |           | Sí     |                                     |
| 2010 | The Cliks                                | Album          | Dirty King                                                                      | Sí         | Sí        | Sí     |                                     |
| 2010 | Kaura                                    | Album          | That Which Defines Us                                                           |            |           | Sí     |                                     |
| 2010 | Distortion Mirrors                       | EP             | Circle of Wolves                                                                | Sí         |           |        |                                     |
| 2010 | South Cry                                | Album          | Blue Moon                                                                       | Sí         |           |        |                                     |
| 2010 | Sublime with Rome                        | EP             | Yours Truly                                                                     | Sí         | Sí        | Sí     |                                     |
| 2010 | Shrub                                    | Album          | Senorita                                                                        | Sí         | Sí        | Sí     |                                     |
| 2010 | The Crash                                | Album          |                                                                                 | Sí         |           |        |                                     |
| 2010 | 81db                                     | Album          | Impressions                                                                     | Sí         |           |        |                                     |
| 2009 | Lucky Lew                                | Album          | Beauty in Aggression                                                            | Sí         | Sí        | Sí     |                                     |
| 2009 | The Grand                                | Single         |                                                                                 |            |           | Sí     |                                     |
| 2009 | Showbread                                | LP             | The Fear of God                                                                 | Sí         |           |        |                                     |
| 2009 | The Dollyrots                            | LP             | A Little Messed Up                                                              |            |           |        | Co-Mix                              |
| 2009 | Seven Years Past                         | LP             | 24 Days in May                                                                  | Sí         |           |        |                                     |
| 2008 | Lax'n'Busto                              | LP             | Objectiu: La lluna                                                              | Sí         | Sí        | Sí     |                                     |
| 2008 | Godhead                                  | Single from LP | At the Edge of the World                                                        |            |           | Sí     |                                     |
| 2008 | Belladonna                               | LP             | The Noir Album                                                                  | Sí         |           |        |                                     |
| 2008 | The Cliks                                | LP             | Dirty King                                                                      | Sí         | Sí        | Sí     |                                     |
| 2008 | Johnny Cash                              | Songs from     | The Legend of Johnny Cash                                                       |            | Sí        | Sí     | Certified Platinum                  |
| 2008 | Econoline Crush                          | LP             | Ignite                                                                          | Sí         | Sí        | Sí     |                                     |
| 2007 | COG                                      | LP             | Sharing Space                                                                   | Sí         | Sí        | Sí     |                                     |
| 2007 | Mankind Is Obsolete                      | LP             | Trapped Inside                                                                  | Sí         |           |        |                                     |
| 2007 | Savoy                                    | LP             | Savoy Songbook Vol. 1                                                           |            |           | Sí     |                                     |
| 2006 | Mt. Helium                               | LP             | Faces                                                                           |            |           | Sí     |                                     |
| 2006 | Annie Mac                                | LP             | Ignition                                                                        | Sí         |           |        |                                     |
| 2006 | Apex Theory                              | EP             | Lightpost                                                                       |            |           | Sí     |                                     |
| 2006 | Showbread                                | LP             | Age of Reptiles                                                                 | Sí         |           |        |                                     |
| 2006 | Silver Griffin                           | LP             | Here in the Night                                                               | Sí         | Sí        | Sí     |                                     |
| 2006 | Five Star Iris                           | LP             | Five Star Iris                                                                  | Sí         |           | Sí     |                                     |
| 2006 | Major Parkinson                          | LP             | Major Parkinson                                                                 | Sí         | Sí        | Sí     |                                     |
| 2006 | P.T.P.                                   | LP             | Drop of Ink                                                                     | Sí         |           |        |                                     |
| 2006 | Tripdavon                                | LP             | Enlightened Operative                                                           | Sí         |           |        |                                     |
| 2006 | Atomic                                   | LP             |                                                                                 | Sí         |           |        |                                     |
| 2006 | Furia                                    | LP             |                                                                                 | Sí         | Sí        | Sí     |                                     |
| 2005 | Animal Alpha                             | LP             | Pheremones                                                                      | Sí         | Sí        | Sí     | Certified Gold                      |
| 2005 | Staple                                   | LP             | Of Truth and Reconciliation                                                     | Sí         | Sí        | Sí     |                                     |
| 2005 | Re:Ignition                              | LP             | True Love                                                                       | Sí         | Sí        | Sí     |                                     |
| 2005 | Scott Huckabay                           | LP             | Secret Portal                                                                   |            |           |        | Co-Producer                         |
| 2004 | Spiderbait                               | LP             | Tonight Alright                                                                 | Sí         | Sí        | Sí     | Certified Platinum                  |
| 2004 | Showbread                                | LP             | No Sir, Nihilism Is Not Practical                                               | Sí         | Sí        | Sí     |                                     |
| 2004 | Dishwalla                                | LP             |                                                                                 | Sí         | Sí        | Sí     |                                     |
| 2004 | COG                                      | LP             | The New Normal                                                                  | Sí         | Sí        | Sí     |                                     |
| 2004 | Mnemonic                                 | LP             |                                                                                 |            |           |        | Co-Producer                         |
| 2004 | Bigbang                                  | LP             | Bigbang                                                                         |            |           | Sí     |                                     |
| 2003 | Zed                                      | LP             | This Little Empire                                                              | Sí         | Sí        | Sí     |                                     |
| 2003 | Sophie B. Hawkins                        | Singles        | Wilderness                                                                      |            |           | Sí     |                                     |
| 2003 | Fighting Jacks                           | LP             | The Dying Art of Life                                                           | Sí         | Sí        | Sí     |                                     |
| 2003 | Seven Mary Three                         | Singles        | Dis/Location                                                                    | Sí         | Sí        | Sí     |                                     |
| 2002 | Acroma                                   | LP             | Orbitals                                                                        | Sí         | Sí        | Sí     |                                     |
| 2002 | Lustra                                   | EP             | Left for Dead                                                                   | Sí         | Sí        |        |                                     |
| 2001 | Lollipop Lust Kill                       | LP (debut)     | My So Called Knife                                                              | Sí         |           |        |                                     |
| 2000 | System of a Down                         | Single         | "Störagéd" - Heavy Metal 2000                                                   |            | Sí        |        |                                     |
| 2000 | Loudermilk                               | LP             | The Red Record                                                                  |            | Sí        |        |                                     |
| 2000 | Powerman 5000                            | Single         | "Get On" - Scream 3                                                             | Sí         |           |        |                                     |
| 2000 | Sevendust                                | Single         | "Fall" - Scream 3                                                               | Sí         | Sí        | Sí     |                                     |
| 2000 | System of a Down                         | Single         | "Spiders" - Scream 3                                                            |            | Sí        |        |                                     |
| 2000 | Powerman 5000                            | Single         | "Nobody's Real" - End of Days                                                   | Sí         |           |        |                                     |
| 2000 | Shivaree                                 | LP             | I Oughtta Give You a Shot in the Head for Making Me Live in This Dump           |            |           | Sí     |                                     |
| 1999 | Second Coming                            | Single         |                                                                                 |            |           | Sí     |                                     |
| 1999 | The Deadlights                           | LP (debut)     | The Deadlights                                                                  | Sí         | Sí        | Sí     |                                     |
| 1999 | System of a Down                         | Single         | "Marmalade"                                                                     |            | Sí        |        |                                     |
| 1998 | Powerman 5000                            | LP             | Tonight the Stars Revolt!                                                       | Sí         | Sí        |        | Certified Platinum                  |
| 1998 | Cyclefly                                 | LP             | Generation Sap                                                                  | Sí         | Sí        | Sí     |                                     |
| 1998 | Melissa Etheridge                        | Singles        |                                                                                 |            |           | Sí     |                                     |
| 1998 | Dig                                      | Singles        | Life Like                                                                       |            |           | Sí     |                                     |
| 1998 | Firewater                                | LP             | The Ponzi Scheme                                                                |            |           | Sí     |                                     |
| 1998 | System of a Down                         | LP             | System of a Down                                                                |            | Sí        |        | Certified Gold                      |
| 1998 | The Smashing Pumpkins                    | Single         | Machina II/The Friends & Enemies of Modern Music                                |            | Sí        |        |                                     |
| 1998 | Kula Shaker                              | Single         | K                                                                               |            | Sí        | Sí     |                                     |
| 1998 | Reef                                     | LP             | Rides                                                                           |            | Sí        |        |                                     |
| 1998 | Cowboy Mouth                             | Singles        | Mercyland                                                                       |            |           | Sí     |                                     |
| 1997 | Kula Shaker                              | Remix from K   | "Hush"                                                                          |            |           | Sí     |                                     |
| 1997 | The Outsiders                            | LP             | Viper Room                                                                      |            | Sí        |        |                                     |
| 1997 | Porno for Pyros                          | LP             | Tibetan Freedom Concert                                                         |            | Sí        | Sí     | Co-Producer                         |
| 1997 | Alanis Morissette                        | LP             | Tibetan Freedom Concert                                                         |            | Sí        | Sí     | Co-Producer                         |
| 1997 | Foo Fighters                             | LP             | Tibetan Freedom Concert                                                         |            | Sí        | Sí     | Co-Producer                         |
| 1997 | Blur                                     | LP             | Tibetan Freedom Concert                                                         |            | Sí        | Sí     | Co-Producer                         |
| 1997 | Bjork                                    | LP             | Tibetan Freedom Concert                                                         |            | Sí        | Sí     | Co-Producer                         |
| 1997 | Lee Perry                                | LP             | Tibetan Freedom Concert                                                         |            | Sí        | Sí     | Co-Producer                         |
| 1997 | Patti Smith                              | LP             | Tibetan Freedom Concert                                                         |            | Sí        | Sí     | Co-Producer                         |
| 1997 | Beck                                     | LP             | Tibetan Freedom Concert                                                         |            | Sí        | Sí     | Co-Producer                         |
| 1997 | Rage Against the Machine                 | LP             | Tibetan Freedom Concert                                                         |            | Sí        | Sí     | Co-Producer                         |
| 1997 | Smashing Pumpkins                        | LP             | Tibetan Freedom Concert                                                         |            | Sí        | Sí     | Co-Producer                         |
| 1997 | Fugees                                   | LP             | Tibetan Freedom Concert                                                         |            | Sí        | Sí     | Co-Producer                         |
| 1997 | Cibo Matto                               | LP             | Tibetan Freedom Concert                                                         |            | Sí        | Sí     | Co-Producer                         |
| 1997 | Pavement                                 | LP             | Tibetan Freedom Concert                                                         |            | Sí        | Sí     | Co-Producer                         |
| 1997 | Sonic Youth                              | LP             | Tibetan Freedom Concert                                                         |            | Sí        | Sí     | Co-Producer                         |
| 1997 | Econoline Crush                          | LP             | The Devil You Know                                                              | Yes        | Sí        | Sí     | Certified Platinum                  |
| 1997 | Reef                                     | Single         | "Don't You Like It" - Glow                                                      |            |           | Sí     |                                     |
| 1997 | Luscious Jackson                         | Remix          | "Naked Eye"                                                                     |            |           | Sí     |                                     |
| 1997 | Flea / Jewel                             | Singles        |                                                                                 |            |           |        | Co-Producer                         |
| 1997 | Glueleg                                  | LP             | Clodhopper                                                                      | Sí         | Sí        | Sí     |                                     |
| 1997 | Deftones                                 | Single         | "Can't Even Breathe" - Escape from L.A. Soundtrack                              |            |           | Sí     |                                     |
| 1997 | Mary Beats Jane                          | LP             | Locust                                                                          |            |           | Sí     |                                     |
| 1996 | Red Hot Chili Peppers                    | Alt. mixes     | One Hot Minute                                                                  |            |           | Sí     |                                     |
| 1996 | Red Hot Chili Peppers                    | Single         | "Love Rollercoaster" - Beavis and Butt-Head Do America Soundtrack               | Sí         | Sí        | Sí     | Certified Gold                      |
| 1996 | Johnny Cash                              | LP             | Unchained                                                                       |            | Sí        | Sí     |                                     |
| 1996 | R.E.M.                                   |                | Road Movie                                                                      |            |           | Sí     |                                     |
| 1996 | Tom Petty and the Heartbreakers          |                | "Climb That Hill" - She's the One                                               |            | Sí        | Sí     |                                     |
| 1996 | Donovan                                  | LP             | "Eldorado" - Surtras                                                            |            |           | Sí     |                                     |
| 1996 | Love and Rockets                         | LP             | Sweet F.A.                                                                      | Sí         | Sí        |        |                                     |
| 1996 | Pigmy Love Circus                        | Single         | "Drug Run to Fontana"                                                           |            |           | Sí     |                                     |
| 1996 | Horsehead                                | LP             | Onism                                                                           | Sí         | Sí        | Sí     |                                     |
| 1996 | Oingo Boingo                             | LP             | Farewell                                                                        |            |           | Sí     |                                     |
| 1996 | Bigelf                                   | LP             | Closer to Doom                                                                  | Sí         |           |        |                                     |
| 1995 | Skunk Anansie                            | LP             | Paranoid and Sunburnt                                                           | Sí         | Sí        |        | Certified Gold                      |
| 1995 | Machines of Loving Grace                 | LP             | Gilt                                                                            | Sí         | Sí        | Sí     |                                     |
| 1995 | Seigmen                                  | LP             | Metropolis                                                                      | Sí         | Sí        | Sí     | Certified Gold                      |
| 1995 | Brutal Juice                             | LP             | Mutilation Makes Identification Difficult                                       | Sí         | Sí        | Sí     |                                     |
| 1995 | Slayer                                   | LP             | Divine Intervention                                                             |            | Sí        |        |                                     |
| 1994 | Luscious Jackson                         | Single         | "Deep Shag" - Natural Ingredients                                               |            |           | Sí     |                                     |
| 1994 | Babes in Toyland                         | Single         | "Say What You Want" - S.F.W                                                     | Sí         | Sí        | Sí     |                                     |
| 1994 | Seigmen                                  | LP             | Total                                                                           | Sí         | Sí        | Sí     |                                     |
| 1993 | Tool                                     | LP             | Undertow                                                                        | Sí         | Sí        |        | Certified Multi-Platinum            |
| 1993 | Greta                                    | LP             | No Biting                                                                       | Sí         | Sí        | Sí     |                                     |
| 1992 | Green Jellö                              | LP             | Cereal Killer                                                                   | Sí         | Sí        | Sí     | Certified Gold                      |
| 1992 | Tool                                     | EP             | Opiate                                                                          | Sí         | Sí        | Sí     | Certified Platinum                  |
| 1992 | Patti LaBelle                            | Single         |                                                                                 |            |           |        | Asst. Eng                           |
| 1992 | Ingrid Chavez                            | Single         | "Crystal City Cry"                                                              |            |           | Sí     |                                     |
| 1992 | Carmen Elektra                           | Single         |                                                                                 |            |           | Sí     |                                     |
| 1992 | Louie Louie                              | Single         |                                                                                 |            |           |        | Asst. Eng                           |
| 1991 | Prince                                   | Remix          | "Cream"                                                                         |            |           |        | Asst. Eng                           |
| 1991 | Prince                                   | LP             | Diamonds and Pearls                                                             |            | Sí        |        | Asst. Eng, Certified Multi-Platinum |
| 1991 | Fishbone                                 | LP             | The Reality of My Surroundings                                                  |            |           |        | Asst. Eng                           |
| 1991 | Kate Bush                                | Single         |                                                                                 |            |           |        | Asst. Eng                           |
| 1991 | George Clinton                           | Single         |                                                                                 |            |           |        | Asst. Eng                           |
| 1991 | Green Jellö                              | LP (vinyl)     | Cereal Killer                                                                   | Sí         | Sí        | Sí     |                                     |
| 1991 | Elton John                               | Single         | "Nobody's…. "                                                                   |            |           |        | Asst. Eng                           |
| 1991 | Tom Jones                                | LP             |                                                                                 |            |           |        | Asst. Eng                           |
| 1991 | Jefferson Starship                       | LP             |                                                                                 |            |           |        | Asst. Eng                           |
| 1991 | Paul Schaffer Band                       | Single         |                                                                                 |            |           |        | Asst. Eng                           |
| 1991 | Enuff Z'Nuff                             | LP             | Strength                                                                        |            |           |        | Asst. Eng                           |
| 1991 | Sheena Easton                            | Single         |                                                                                 |            |           |        | Asst. Eng                           |
| 1991 | Kylie Minogue                            | Single         |                                                                                 |            |           |        | Asst. Eng                           |
| 1991 | Paula Abdul                              | LP             | Spellbound                                                                      |            | Sí        |        | Asst. Eng                           |
| 1991 | Ziggy Marley                             | Live           |                                                                                 |            |           | Sí     |                                     |
| 1991 | Eric Burdon                              | LP             |                                                                                 |            |           |        | Asst. Eng                           |
| 1990 | Prince                                   |                | "New Power Generation"                                                          |            | Sí        |        | Asst. Eng                           |
| 1990 | Prince                                   | LP             | Graffiti Bridge                                                                 |            |           |        |                                     |
| 1990 | Junkyard                                 | LP             |                                                                                 |            | Sí        | Sí     |                                     |
| 1990 | Wendy & Lisa                             | Single         | "Waterfall" - Wendy and Lisa                                                    |            |           |        | Asst. Eng                           |
| 1990 | Mavis Staples                            | Single         |                                                                                 |            |           |        | Asst. Eng                           |
| 1990 | Rosie Gaines                             | Single         |                                                                                 |            |           |        | Asst. Eng                           |
| 1990 | Paula Abdul                              | Single         |                                                                                 |            |           |        | Asst. Eng                           |
| 1990 | Aerosmith                                | Remix          | "The Other Side"                                                                |            | Sí        |        | Co-Mix                              |
| 1990 | Seal                                     | Single         |                                                                                 |            |           |        | Asst. Eng                           |
| 1990 | Babyface                                 | Single         |                                                                                 |            |           |        | Asst. Eng                           |
| 1990 | Orchestral Manoeuvres in the Dark        | LP             |                                                                                 |            |           |        | Asst. Eng                           |
| 1989 | Big Daddy Kane                           | Single         | "It's a Big Daddy Thing" - It's a Big Daddy Thing                               |            |           |        | Asst. Eng                           |
| 1990 | Young MC                                 | LP             | Brainstorm                                                                      |            |           |        | Asst. Eng                           |
| 1990 | Bobby Brown                              | Single         | "The Freestyle Mega-Mix"                                                        |            |           |        | Asst. Eng                           |
| 1990 | Queen                                    | LP             |                                                                                 |            |           |        | Asst. Eng                           |
| 1990 | New Edition                              | Single         |                                                                                 |            |           |        | Asst. Eng                           |
| 1990 | Teddy Riley                              | Single         |                                                                                 |            |           |        | Asst. Eng                           |
| 1990 | Spandau Ballet                           | LP             | Heart Like a Sky                                                                |            |           |        | Asst. Eng                           |
| 1990 | BeBe & CeCe Winans (featuring MC Hammer) | Single         | "The Blood" - Different Lifestyles                                              |            | Sí        |        |                                     |
| 1990 | Danzig                                   | LP             | Danzig II: Lucifuge                                                             |            |           |        | Asst. Eng                           |
| 1990 | Geto Boys                                | LP             |                                                                                 |            |           |        | Asst. Eng                           |
| 1990 | The Time                                 | Remix          | "Chocolate" (remix)                                                             |            | Sí        |        |                                     |
| 1990 | Apollo Smile                             | LP             |                                                                                 |            | Sí        |        |                                     |
| 1990 | Black Crowes                             | LP             | Shake Your Moneymaker                                                           |            |           |        | Asst. Eng                           |
| 1990 | The Jacksons                             | LP             | 2300 Jackson Street                                                             |            |           |        | Asst. Eng                           |
| 1990 | Ryuichi Sakamoto                         | LP             | Soundtrack to Black Rain                                                        |            |           |        | Asst. Eng                           |
| 1989 | Green Jellö                              | LP             | Triple Live Möther Gööse at Budokan                                             | Sí         |           |        |                                     |
| 1989 | The Big F                                | LP (debut)     | The Big F                                                                       |            |           |        | Asst. Eng                           |
| 1989 | Trouble                                  | LP             |                                                                                 |            |           |        | Asst. Eng                           |
| 1989 | Julio Iglesias                           | LP             | Starry Night                                                                    |            |           |        | Asst. Eng                           |
| 1989 | Jermaine Jackson                         | LP             |                                                                                 |            |           |        | Asst. Eng                           |
| 1989 | Barbra Streisand                         | LP             | The Broadway Album                                                              |            |           |        | Asst. Eng                           |
| 1987 | Exodus                                   | LP             | Pleasures of the Flesh                                                          |            | Sí        |        |                                     |
| 1987 | Joe Satriani                             | LP             | Surfing with the Alien                                                          |            |           |        | Asst. Eng                           |
| 1987 | Femme Fatale                             | Single         | "I Need a Date"                                                                 | Sí         |           |        |                                     |
| 1987 | Adolescents                              |                | "All Day and All of the Night" (Ray Davies) - Rat Music for Rat People Vol. III | Sí         | Sí        | Sí     |                                     |
| 1987 | Mojo Nixon / Skid Roper                  |                | "I Ain't Gonna Piss in No Jar" (Mojo Nixon) - Rat Music for Rat People Vol. III | Sí         | Sí        | Sí     |                                     |
| 1987 | Raw Power                                |                | "We Shall Overcome" (traditional) - Rat Music for Rat People Vol. III           | Sí         | Sí        | Sí     |                                     |
| 1987 | Doggy Style                              |                | "Janitor Man" (Gary Hobish) - Rat Music for Rat People Vol. III                 | Sí         | Sí        | Sí     |                                     |
| 1986 | Sea Hags                                 | LP (debut)     | Sea Hags                                                                        |            | Sí        | Sí     | Co-Producer                         |
| 1986 | The Beatnigs                             | Single         | "Television"                                                                    | Sí         | Sí        | Sí     |                                     |
| 1986 | Tuxedomoon                               | Live LP        |                                                                                 |            |           | Sí     |                                     |
| 1985 | Verbal Abuse                             | LP             | Rocks Your Liver                                                                | Sí         | Sí        | Sí     |                                     |
| 1984 | New Riders of the Purple Sage            | Single         |                                                                                 |            |           |        | Asst. Eng                           |
| 1984 | Bobby Hutcherson                         | LP             | Color Schemes                                                                   |            |           |        | Asst. Eng                           |